# أولاد أوشن
أولاد أوشن أو أولاد وشن هو أحد قصور بلدية أدرار بدائرة أدرار التابعة لولاية أدرار بالجنوب الغربي الجزائري

## أصل التسمية
أولاد أوشن: وتعني أوشن في الزناتية الذئب وعليه يكون اسم القصر مجازاً أولاد الذئب.

## التاريخ
إنطلق سيدي سليمان بن علي من فاس عام 1150م (545/544 هـ) ليستقر بعريان الراس بتسابيت ثم منه إلى السبع ثم إلى أولاد أوشن التي أسسها عام 1209 م (606/605 هـ).
عام 1301 م (701/700 هـ) تم تأسيس زاوية أولاد أوشن، ثم عام 1601 م (1010/1009 هـ) قدم أولاد بن الحاج أمحمد من وهران و أولاد بوغنجور من أنقاد يستوطنون بأولاد أوشن.
يعد هذا القصر من بين اقدم القصور التي شيدت على أرض تيمي/أدرار، ويسكنه عرب وأشراف، يوجد بقلب القصر ضريح سيدي سليمان بن علي، أغلب سكانه قادرية ولكن بعضهم يتبع الطريقة الطيبية.

## النشاط الفلاحي
يعمل أغلب سكان قصر أولاد أوشن في الفلاحة التي يغلب عليها غرس النخيل ويستعمل السكان تقنية الفقارة لتوفير المياه للسقي، نجد بأولاد أوشن فقارة واحدة هي:

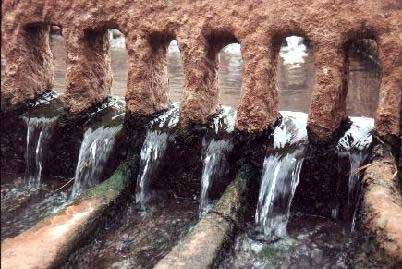
قصري لتقسيم ماء الفقارة

| إسم الفقارة | عدد الآبار |
| ----------- | ---------- |
| أجدلاون     | ؟          |

## الأعلام
1. الشيخ سيدي مولاي سليمان بن علي: وهو ولي صالح له ضريح بأولاد أوشن وتقام له زيارة سنوية.[1]